# كيث أركيل
كيث أركيل Keith Charles Arkell (ولد في 8 يناير 1961 في بيرمنغهام) لاعب شطرنج إنجليزي يحمل لقب أستاذ كبير.
- فاز ببطولة إنجلترا للشطرنج عام 2008.
- تعلم لعب الشطرنج في سن الثالثة عشر. وكان أخوه لاعباً قوياً.
- حصل على لقب أستاذ دولي من الفيدي عام 1985.
- حصل على لقب أستاذ كبير عام 1995.
- توج بطلا للشطرنج السريع في بريطانيا عام 1998.
- بلغ أفضل تصنيف إيلو خاصته 2545 نقطة عام 1996.
- فاز مشاركة بالمركز الثاني في البطولة البريطانية للشطرنج عام 2001.

## وصلات خارجية
- كيث أركيل على موقع الاتحاد الدولي للشطرنج (الإنجليزية)
- كيث أركيل على موقع مباريات الشطرنج (الإنجليزية)
- كيث أركيل على موقع 365Chess.com (الإنجليزية)
- كيث أركيل على موقع Chesstempo.com (الإنجليزية)